# Siødam
De Siødam (Deens: Siø-dæmningen) is een dam in Denemarken. De dam verbindt sinds 1959 de eilanden Tåsinge en Siø met elkaar. 
Over de Siødam loopt de Primærrute 9. Deze weg loopt van Odense op Funen naar Nykøbing Falster op Falster.